# Barbro Mörne
Signe Barbro Mörne, född 6 februari 1903 i Esbo, Finland, död 6 februari 1987, var en finlandssvensk författare och översättare.
Hon var dotter till författaren Arvid Mörne och Signe Mörne. Hon var anställd vid Helsingfors stadsbibliotek från 1925 och var även verksam som konstnär.
”Modernistisk lyrik innehållande både rent jag-centrerade dikter o sådana som finstämt återger naturens skiftningar.” (Litteraturlexikon, 1974)

## Böcker
Poesi
- Tystnadens spår (Schildt, 1923)
- Bild och syn (Schildt, 1927)
- Dikter (Schildt, 1933)
- Trädet i vinternatten: dikter (Wahlström & Widstrand, 1942)
- Jag bands av årets tider (Bonnier, 1948)
- Läggspel (Schildt, 1950)
- Vingar, skuggor, segel (Schildt, 1951)
- Namnlös ort: dikter (Schildt, 1953)
- Skymningsrummet: dikter (Bonnier, 1957)
- Den du är (Schildt, 1959)
- Dikter i urval 1923-1959 (Schildt, 1970)

Barnböcker
- Petter och Lena i Häxkullebo: sagor och visor (tillsammans med Gudrun Mörne) (1943)
- Gården som försvann och andra sagor (Rabén & Sjögren, 1946)
- Filips resa runt jorden (ill. Marjatta Manner-Rislakki) (Kooperativa förbundet, 1948)

Redaktör
- Soldatbrev från Finlands krig 1939-1940 (utg. av Signe och Barbro Mörne) (Saxon & Lindström, 1940)

Översättningar
- Mika Waltari: En främling kom till gården (Vieras mies tuli taloon) (översatt tillsammans med Heidi Enckell) (Schildt, 1937)
- Elmar Valmre: Pelle - liten general (svensk bearbetning av Barbro Mörne) (WSOY, 1951)
- Ella Treffner: Anni - liten husmor (Pereema Aino) (svensk bearbetning av Barbro Mörne) (Lindqvist, 1951)
- Djurens härskare (svensk bearbetning av Barbro Mörne) (WSOY, 1951)